# Time of My Life (3 Doors Down)
Time of My Life è il quinto album in studio del gruppo musicale statunitense 3 Doors Down, pubblicato il 19 giugno 2011. L'album ha fatto il suo debutto in classifica in terza posizione nella Billboard 200 e ha venduto 59 800 copie nella prima settimana di pubblicazione.

## Tracce
Testi di Brad Arnold, musiche di Brad Arnold, eccetto dove indicato.
1. Time of My life – 3:22 (musica: Brad Arnold, Matt Roberts, Marti Frederiksen)
2. When You're Young – 4:16 (musica: Brad Arnold, Matt Roberts, Marti Frederiksen, Chris Henderson)
3. Round and Round – 3:46 (musica: Brad Arnold, Matt Roberts, Todd Harrell, Chris Henderson)
4. Heaven – 3:26 (musica: Brad Arnold, Matt Roberts, Zac Maloy, Chris Henderson)
5. Race for the Sun – 2:58 (musica: Brad Arnold, Matt Roberts, Todd Harrell, Chris Henderson)
6. Back to Me – 3:43 (musica: Brad Arnold, Matt Roberts, Todd Harrell, Chris Henderson)
7. Every Time You Go – 3:48 (musica: Brad Arnold, Matt Roberts, Bobby Huff, Chris Henderson)
8. What's Left – 3:43 (musica: Brad Arnold, Matt Roberts, Zac Maloy, Chris Henderson)
9. On the Run – 3:08 (musica: Brad Arnold, Matt Roberts, Todd Harrell, Chris Henderson)
10. She Is Love – 3:16 (musica: Brad Arnold, Matt Roberts, Todd Harrell, Chris Henderson)
11. My Way – 3:07 (musica: Brad Arnold, Matt Roberts, Todd Harrell, Chris Henderson)
12. Believer – 2:57 (musica: Brad Arnold, Matt Roberts, Todd Harrell, Chris Henderson)

Deluxe Edition Bonus tracks
1. The Silence Remains – 3:39 (musica: Brad Arnold, Matt Roberts, Todd Harrell, Chris Henderson)
2. Train – 3:00 (musica: Brad Arnold, Matt Roberts, Todd Harrell, Chris Henderson) – (Demo)
3. When You're Young – 4:15 (musica: Brad Arnold, Matt Roberts, Marti Frederiksen, Chris Henderson) – (Acoustic)
4. Every Time You Go – 3:48 (musica: Brad Arnold, Matt Roberts, Bobby Huff, Chris Henderson) – (Acoustic)

iTunes Bonus track
1. What's Left – 3:38 (musica: Brad Arnold, Matt Roberts, Zac Maloy, Chris Henderson) – (Acoustic)